# Kökarsören
Kökarsören ett skär med fyr i Kökar på Åland. Den nuvarande fyren byggdes 1983 och ersatte den tidigare som byggdes 1906.
Öns area är 6,1 hektar och dess största längd är 0,5 kilometer i öst-västlig riktning. Ön höjer sig omkring 5 meter över havsytan.